# 2017 ve sportu
Toto je přehled sportovních událostí konaných v roce 2017.

## Multisportovní události
- X. Světové hry 2017 v polské Vratislavi
- VIII. Asijské zimní hry 2017

## Atletika
- Mistrovství světa v atletice 2017
- Halové mistrovství Evropy v atletice 2017
- Mistrovství Evropy juniorů v atletice 2017
- Mistrovství Evropy v atletice do 23 let 2017
- Mistrovství České republiky v atletice 2017
- Halové mistrovství České republiky v atletice 2017

## Basketbal
- Mistrovství Evropy v basketbalu žen 2017

## Biatlon
- Mistrovství světa v biatlonu 2017
- Světový pohár v biatlonu 2016/2017

## Cyklistika
- Mistrovství světa v silniční cyklistice 2017

### Grand Tour
- Giro d'Italia 2017
- Tour de France 2017
- Vuelta a España 2017

### Cyklokros
- Mistrovství České republiky v cyklokrosu 2017

## Florbal
- Florbal na Světových hrách 2017 – Muži:  Švédsko
- Mistrovství světa ve florbale žen 2017 –  Švédsko
- Mistrovství světa ve florbale mužů do 19 let 2017 –  Finsko
- Pohár mistrů 2017 – Muži:  IBF Falun, Ženy:  IKSU
- Tipsport Superliga 2016/2017 – FAT PIPE Florbal Chodov
- Extraliga žen ve florbale 2016/2017 – TIGERS FK Jižní Město

## Fotbal
- Konfederační pohár FIFA 2017
- Kvalifikace na Mistrovství světa ve fotbale 2018 (UEFA)
- Mistrovství Evropy ve fotbale hráčů do 21 let 2017

### Národní ligy

#### Česko
- Seznam zápasů české fotbalové reprezentace 2017

## Futsal
- Chance futsal liga 2016/2017

## Judo
- Mistrovství Evropy v judu 2017
- Mistrovství Evropy týmů v judu 2017

## Krasobruslení
- Mistrovství Evropy v krasobruslení 2017 Ostrava
- Mistrovství světa v krasobruslení 2017 Helsinky

## Lední hokej

### Svět
- Mistrovství světa v ledním hokeji 2017
- Mistrovství světa juniorů v ledním hokeji 2017
- Mistrovství světa v ledním hokeji do 18 let 2017
- Mistrovství světa v ledním hokeji žen 2017
- Mistrovství světa v ledním hokeji žen do 18 let 2017

### Kontinenty
- Hokejová Liga mistrů 2016/2017

### Národní ligy

#### Česko
- Česká hokejová extraliga 2016/2017
- 1. česká hokejová liga 2016/2017
- 2. česká hokejová liga 2016/2017

#### Slovensko
- Slovenská extraliga ledního hokeje 2016/2017

## Ledolezení

### Svět
- Mistrovství světa v ledolezení 2017
- Mistrovství světa juniorů v ledolezení 2017
- Světový pohár v ledolezení 2017

### Česko
- Mistrovství České republiky v ledolezení 2017

## Lyžování

### Klasické lyžování
- Ski Classics 2016/2017
- Světový pohár v běhu na lyžích 2016/2017
- Světový pohár v severské kombinaci 2016/2017
- Světový pohár ve skocích na lyžích 2016/2017

## Motoristický sport
- Formule 1 v roce 2017
- Formule E 2016/2017
- Mistrovství světa v rallycrossu 2017

## Orientační běh
- Mistrovství světa v orientačním běhu 2017
- Mistrovství světa juniorů v orientačním běhu 2017

## Rychlobruslení
- Světový pohár v rychlobruslení 2016/2017
- Mistrovství Evropy v rychlobruslení 2017

## Sportovní lezení

### Svět
- Světový pohár ve sportovním lezení 2017
- Mistrovství světa juniorů ve sportovním lezení 2017
- Adidas Rockstars 2017

### Kontinenty
- Mistrovství Evropy ve sportovním lezení 2017
- Akademické mistrovství Evropy ve sportovním lezení 2017
- Mistrovství Evropy juniorů ve sportovním lezení 2017
- Evropský pohár juniorů ve sportovním lezení 2017

### Česko
- Mistrovství České republiky v soutěžním lezení 2017

## Šachy
- Česká šachová extraliga 2016/2017

## Tenis
- 14. listopadu – Český tenista Radek Štěpánek ukončil svou sportovní profesionální kariéru

### Grand Slam
- Australian Open 2017
- French Open 2017
- Wimbledon 2017
- US Open 2017

### Týmové soutěže
- Davis Cup 2017
- Fed Cup 2017
- Hopman Cup 2017

### Profesionální okruhy
- ATP World Tour 2017
- WTA Tour 2017
- WTA 125K 2017

## Zápas
- Mistrovství Evropy v zápasu řecko-římském 2017
- Mistrovství Evropy v zápasu ve volném stylu 2017